# Salah Fakroun
Salaheddin Ahmed Farag Fakroun (arab. ‏صلاح فكرون‎; ur. 8 lutego 1999 w Bengazi) – libijski piłkarz występujący na pozycji obrońcy w libijskim klubie Al-Nasr Bengazi oraz w reprezentacji Libii.

## Kariera reprezentacyjna

### Libia
W 2020 roku otrzymał powołanie do reprezentacji Libii. Zadebiutował 11 października 2020 w meczu towarzyskim przeciwko reprezentacji Komorów (2:1).

## Statystyki

### Reprezentacyjne
(aktualne na dzień 27 marca 2021)
| Reprezentacja | Rok     | Mecze | Bramki |
| ------------- | ------- | ----- | ------ |
| Libia         |         |       |        |
| 2020          | 2       | 0     |        |
| 2021          | 3       | 0     |        |
| Ogólnie       | Ogólnie | 5     | 0      |

| Mecze i gole w reprezentacji | Mecze i gole w reprezentacji | Mecze i gole w reprezentacji | Mecze i gole w reprezentacji | Mecze i gole w reprezentacji  | Mecze i gole w reprezentacji | Mecze i gole w reprezentacji | Mecze i gole w reprezentacji    |
| Lp.                          | Data                         | Miejsce                      | Gospodarz                    | Gość                          | Wynik                        | Gol                          | Rozgrywki                       |
| ---------------------------- | ---------------------------- | ---------------------------- | ---------------------------- | ----------------------------- | ---------------------------- | ---------------------------- | ------------------------------- |
| 1.                           | 11.10.2020                   | Tunis                        | Komory                       | Libia                         | 2:1                          |                              | Mecz towarzyski                 |
| 2.                           | 15.11.2020                   | Malabo                       | Gwinea Równikowa             | Libia                         | 1:0                          |                              | el. Pucharu Narodów Afryki 2021 |
| 3.                           | 17.01.2021                   | Duala                        | Libia                        | Niger                         | 0:0                          |                              | Mistrzostwa Narodów Afryki 2020 |
| 4.                           | 21.01.2021                   | Duala                        | Libia                        | Demokratyczna Republika Konga | 1:1                          |                              | Mistrzostwa Narodów Afryki 2020 |
| 5.                           | 25.01.2021                   | Duala                        | Kongo                        | Libia                         | 1:0                          |                              | Mistrzostwa Narodów Afryki 2020 |